# A szőke ciklon
A szőke ciklon Rejtő Jenő P. Howard álnéven írt 1939-ben megjelent humoros bűnügyi regénye.

## Történet
|  | Alább a cselekmény részletei következnek! |

Jim Hogan, egy öreg fegyenc a végrendeletében egymillió font értékű gyémántot hagy a londoni Evelyn Westonra, aki annak a családnak a tagja, akik rendszeresen látogatták hosszú börtönévei alatt. Hogan évekkel ezelőtt egy dió nagyságú gyémántot kapott, mert 1922-ben megmentette Radzowill herceg életét. Pechére éppen egy súlyos bűntény miatt üldözték, így el kellett rejtenie a régi cári korona legszebb ékkövét. 
Evelyn a gyémántot rejtő – tizenöt évvel korábban készült – Buddha-szobrocska nyomába ered. A végrendelet azonban mások számára is ismertté vált. Eddy Rancing, aki szerelmes Evelynbe, és Charles Gordon, volt fegyenc is a különleges szobor után kutat. 
A lány Párizsba utazik, miközben Gordon két bűntársával végig a nyomában van. Evelyn többször is összetalálkozik Lord Bannisterrel, egy híres tudóssal, akinek feldúlja az életét. Eddy Svájcban keresi a szobrot, nem tudva, hogy nem az 1922-es eladási naplót szerezte meg.
Evelyn Harry Brandes sorhajóhadnagy rokonánál újabb titokzatos ügyre bukkan: egy narancsszínű borítékban egy térkép, egyéb feljegyzett adatokkal felbecsülhetetlen értékkel bír. Két bűnbanda is a lány nyomba szegődik, aki Párizsból Marseille-be tart a Lord Bannister által vezetett Alfa-Romeóval. Az utazás során a gépkocsi és a tudós idegei is alaposan megkopnak, a bűnözők elől azonban (egy időre) sikerül megmenekülniük. Lyonból Marseille-en át Marokkóba vezet a további útjuk.
Eddy hiába próbálkozik megszerezni az Álmodó Buddha-szobrot, a balszerencse minden tervét keresztülhúzza. Már az esküvőre készül a túlsúlyos Grétével, amikor felfedezi egy újságban az Evelynről szóló fényképes híreket: az egyik százezer frankot ígért annak, aki a kémnőt kézre keríti, a másik Lord Bannister feleségének nevezi. A fiatalember „átjátssza” menyasszonyát Arthur nagybácsinak, majd Evelyn után Afrikába utazik.
Evelyn Harry Brandes nyomát keresve megtudja, hogy a férfi Münster néven az idegenlégió katonája lett, megsebesült, és a Mahbruk-oázisban lábadozik, a 2. század katonai üdülőjében. Holler szerkesztő segítségével a lány felkészül a Szaharán át vezető útra, Azrim, a berber vezető és emberei kíséretében útnak indulnak. A hírszerzők és rablók szövetsége – harminc arabbal kiegészülve – útközben egy sivatagi kútnál várnak rájuk, hogy végezzenek velük. A narancsszínű boríték azonban a lordnál marad, így Evelyn visszafordul érte. Eddy és Henry Bannister is csatlakozik a karavánhoz, egy kerülőúton elérik az oázist; hamarosan Adams és Charles Gordon csapata is oda igyekezik. 
|  | Itt a vége a cselekmény részletezésének! |

## Szereplők
- Evelyn Weston, egyetemi hallgató[2]
- Eddy Rancing, könnyelmű fiatalember, Evelyn szomszédja, aki a lányba titokban szerelmes
- Mr. Arthur Rancing, Eddy nagybácsija
- Lord Henry Bannister, elismert, gazdag tudós, az álomkór kutatója
- Marius Bradford, úri szabó, Evelyn rokona, aki bölcs mondásokkal látja el
- Jim Hogan, öreg fegyenc
- Charles Gordon fegyenc, aki a gyémántot rejtő szobor nyomába ered
- Rainer és Corned-Beef,[3] Gordon bűntársai
- Holler szerkesztő
- Austin Knickerbock, irattáros
- Adams, Jokó és dr. Cournier: bűnözők
- Wollishoff, műszaki tanácsos
- Gréte, a tanácsos lánya
- Harry Brandes, hadnagy, majd az idegenlégió katonája
- Azrim, berber sivatagi vezető

## Feldolgozások
- A szőke ciklon, bábelőadás, Rejtő Jenő nyomán írta Tardos Péter, bábtervező Bródy Vera, rend. Szőnyi Kató (bemutató: Állami Bábszínház, Budapest, 1958. november 14.)
- A szőke ciklon (forgatókönyv: Cs. Horváth Tibor, rajz: Korcsmáros Pál), (12 rész, 36 oldal, 156 kép), (Füles 1961/46. szám–1962/4. szám)[4]
- A szőke ciklon hangoskönyv Kovács Patrícia előadásában (Kossuth Kiadó – Mojzer Kiadó, 2010)[5]
- A szőke ciklon (rendező-dramaturg: Szente Vajk, bemutató: 2015. augusztus 14., Játékszín, Budapest)

## Érdekességek
- A regény címszereplőjében (halványan) Rejtő Jenő második feleségére, Gábor Magdára (1908–2008) lehet ismerni.
- Elkészült a regény rovásírásos változata.[6]
- Az alapötlet (hasonló tárgyakba rejtett nagy érték utáni hajsza) Ilf és Petrov szovjet-orosz írópáros világhírű könyvében a Tizenkét székből lehet ismerős (1928). A regény magyarul először 1935-ben jelent meg (a Nyugat kiadásában), így Rejtő minden bizonnyal olvashatta.